# Марианская колонна (Мариенплатц)
Марианская колонна (нем. Mariensäule) на Мариенплац — традиционный для Европы XVII—XVIII веков памятник в Мюнхене, посвященный Богоматери, почитаемой в качестве Защитницы Баварии (лат. Patrona Bavariae).

## История
Колонна была возведена в 1638 году в честь окончания шведской оккупации времён Тридцатилетней войны, после клятвы герцога-курфюрста Максимилиана I Баварского, что Мюнхен и Ландсхут будут спасены от военных разрушений. Колонну венчает золотая статуя Девы Марии, стоящей на полумесяце (иконографический образ Царицы Небесной), созданная в 1590 году. Первоначально статуя находилась во Фрауэнкирхе. Мариеншауле в Мюнхене была первой колонной этого типа, построенной к северу от Альп и вдохновившей на возведение других Марианских колонн в этой части Европы.
В каждом углу постамента колонны помещены фигуры ангелочков-путти, созданные скульптором Фердинандом Мурманном. Каждый из четырёх путти изображён в воинском облачении, сражающимся с разными зверями, что символизирует преодоление городом невзгод: войну, представленную львом, чуму — василиском, голод или голод — драконом и ересь — змеёй.